# СУ-122П
СУ-122П — советская экспериментальная самоходная артиллерийская установка (САУ), созданная на основе самоходки СУ-100. Серийно не выпускалась. По массе относилась к средним САУ.

## История

### Причины создания
Конструкторский коллектив УЗТМ был создателем самоходки СУ-100. Производство прототипа началось в начале весны 1944 года, но темпы производства были замедлены ввиду неготовности пушки Д-10С к боевой эксплуатации. Выпуск самоходки был отложен, и временно УЗТМ вынужден был производить САУ под названием СУ-85М. Вскоре разработали новое самоходное орудие СУ-122П, которое должно было заменить СУ-100.

### Сравнение
СУ-122П немного отличалась от СУ-100. Хотя для создания обеих самоходок использовались части танка Т-34-85, в СУ-122П, как видно из названия, использовалась 122-мм пушка Д-25С (модификация орудия А-19). Также в оружии присутствовал дульный тормоз. В основном самоходка не отличалась от СУ-100: шасси, боевое отделение и рубка не изменились.

### Испытания
В июне 1944 года была собрана опытная машина. Задержка с началом испытаний была связана с тем, что УЗТМ был занят отработкой СУ-100. В ноябре 1944 — феврале 1945  СУ-122П проходила испытания на НИБТ полигоне в Кубинке и на Ленинградском полигоне ГАУ. Проведенные испытания показали, что установка на среднее шасси 122-мм пушки Д-25С возможно. «Однако, УСА ГБТУ сделало заключение о целесообразности размещения указанной системы в средний артсамоход с задним расположением боевого отделения». Дальнейшие работы по установке были прекращены. Основной причиной стало не обеспечение удобного размещения экипажа и боекомплекта.